# Polyalthia trochilia
Polyalthia trochilia är en kirimojaväxtart som beskrevs av Ian Mark Turner. Polyalthia trochilia ingår i släktet Polyalthia och familjen kirimojaväxter. Inga underarter finns listade i Catalogue of Life.